# Piadyki
Piadyki (ukr. П'ядики) – wieś na Ukrainie, w obwodzie iwanofrankiwskim, w rejonie kołomyjskim.
W II Rzeczypospolitej wieś w powiecie kołomyjskim województwa stanisławowskiego.
W czasie kampanii wrześniowej stacjonowała tu 13 Eskadra Towarzysząca.
W 1944 nacjonaliści ukraińscy z OUN-UPA zamordowali tutaj 19 Polaków.
Znajduje się tu przystanek kolejowy Piadyki, położony na linii Lwów – Czerniowce.